# Marian Rajnoha
Marian Rajnoha (* 14. května 1943 Topoľčany) je slovenský automobilový závodník.
Aktivně začal závodit s vozidlem Škoda 1000 MB a od roku 1973 dosahoval největších úspěchů na voze Alfa Romeo GTA, s nímž byl konkurentem továrních jezdců z Mladé Boleslavi. V roce 2001 byl oceněn Slovenskou asociací motoristického sportu jako "Automobilový pretekár 20. storočia". Po vážné nehodě na Slovakiaringu v roce 2012 stále[kdy?] aktivně závodí. Kromě samotného závodění také několik let pořádal Nissan sunny CUP.

## Úspěchy
- 17násobný mistr Slovenska
- sedminásobný vicemistr Slovenska
- trojnásobný absolutní mistr Slovenska
- čtyřnásobný mistr Československa
- trojnásobný vicemistr Československa
- šestinásobný držitel ocenění za rozvoj motoristického sportu